# NGC 6145
NGC 6145 је спирална галаксија у сазвежђу Херкул која се налази на NGC листи објеката дубоког неба.
Деклинација објекта је + 40° 56' 47" а ректасцензија 16h 25m 2,4s. Привидна величина (магнитуда) објекта NGC 6145 износи 14,4 а фотографска магнитуда 15,1. NGC 6145 је још познат и под ознакама MCG 7-34-21, CGCG 224-17, PGC 58074.